# Ezio Mutti
Ezio Mutti (Castiglione delle Stiviere, 11 luglio 1906 – Castiglione delle Stiviere, 8 gennaio 1987) è stato un pittore e scultore italiano.

## Biografia
All'età di 19 anni si iscrive all'Istituto superiore per le industrie artistiche di Monza e, al termine degli studi, si specializza in forgiatura dei metalli.
Nel 1928 partecipa alla mostra Amici dell'Arte di Torino. Nel 1933 partecipa alla mostra d'arte del Sindacato Regionale Fascista Belle Arti di Lombardia di Milano. In questa occasione, grazie all'amico pittore Oreste Marini, stringe amicizia con Angelo Del Bon che inviterà nella sua casa a Castiglione assieme a Nene Nodari, aderendo di fatto alla corrente artistica del Chiarismo mantovano.
Nel 1942 partecipa alla Mostra degli Artisti Italiani in Armi presso il Palazzo dell'Esposizione in Via Nazionale a Roma.
La sua opera è un paracadutista in bronzo nell'atto di lanciarsi fuori dalla carlinga dell'aereo, una scultura simbolica che racchiude in sé i punti del concetto del "fascista" dell'epoca, un'opera quasi futurista, lo slancio nel vuoto, l'atto virile, la nuova arma che era nata da pochi anni: il paracadutismo.
La scultura venne esposta alla Mostra dell'Arte di Monaco del 1943 e in quell'occasione venne donata dall'ambasciatore italiano Dino Alfieri al Maresciallo dell'Aria Hermann Goring. 
Ha ricoperto la carica di direttore del Museo Internazionale della Croce Rossa di Castiglione dal 1965 al 1980.
Nel 1984 il Museo d'Arte Moderna dell'Alto Mantovano di Gazoldo degli Ippoliti gli ha dedicato una mostra personale.
Nel 2013 nasce proprio nelle ex officine della famiglia dei fabbri Mutti a Castiglione delle Stiviere lo spazio Mutty, che ne vuole riprendere la memoria calandola nella cultura contemporanea e che nel 2017 gli ha dedicato una mostra, a 30 anni dalla sua morte.